# Leon (Iloilo)
Leon é um município de  primeira classe de renda municipal (d) na província Iloilo, nas Filipinas. De acordo com o censo de 1 de maio  de  2020 possui uma população de 51 990 pessoas e 12 173 domicílios.